# Oberweihern
Oberweihern ist ein Ortsteil der Stadt Pfreimd im Oberpfälzer Landkreis Schwandorf (Bayern).

## Geografie
Oberweihern liegt auf dem Nordostufer des Eichelbaches, 1,8 Kilometer südöstlich der Bundesautobahn 6 und 3,7 Kilometer nordöstlich von Pfreimd. Oberweihern liegt auf den westlichen Ausläufern des 571 Meter hohen Büchelberges.
Auf den historischen Karten um 1864 sind die Ortschaften Weiherhäusl im Nordwesten von Weihern, Weihern und Oberweihern im Südosten von Weihern noch deutlich voneinander getrennt. Später dehnte sich Weihern nach Nordwesten aus und Weiherhäusl ging in Weihern auf. Die räumliche Trennung zu Oberweihern, die der Eichelbach und etliche Fischweiher an seinen Ufern bilden, blieb erhalten. Getrennt werden die drei Ortsteile aber nur in den Matrikeln von 1838 und 1913 aufgeführt. In den amtlichen Statistiken werden nur Weiherhäusl und Weihern getrennt aufgeführt (bis 1970), nicht aber Weihern und Oberweihern.

## Geschichte
Oberweihern (auch: Ober Weyhern, Ober Weyhrn) wurde selten getrennt von Weihern aufgeführt.
Im Steuerbuch der frei-eigenen Hofmark Weihern erschien 1630 Weihern zusammen mit Oberweihern mit 10 Höfen, 23 Gütern, 1 Taferne, 1 Haus, 1 Schmiede, 1 Badstube, 6 Inwohner, 54 Ochsen, 50 Kühen, 51 Rindern, 7 Kälber, 13 Schweine, 33 Frischlinge, 7 Fohlen, 3 Ziegen, 145 Schafen, 68 Lämmern und einer Steuer von 62 Gulden 27¾ Kreuzer. Im Herdstättenbuch von 1721 waren für die Hofmark Weihern 24 Anwesen, 27 Häuser und 27 Feuerstätten verzeichnet. Im Herdstättenbuch von 1762 waren für Oberweihern 17 Herdstätten, 10 Inwohner verzeichnet.
1808 hatte Weihern zusammen mit Oberweihern 45 Anwesen, 1 Hirtenhaus und 1 Gemeindeschmiede. Es arbeiteten in Weihern 2 Weber, 2 Schneider, 1 Müller und 1 Wirt. Außerdem gab es einen Tagelöhner.
1808 begann in Folge des Organischen Ediktes des Innenministers Maximilian von Montgelas in Bayern die Bildung von Gemeinden. Dabei wurde das Landgericht Nabburg zunächst in landgerichtische Obmannschaften geteilt. Oberweihern kam zur Obmannschaft Hohentreswitz. Zur Obmannschaft Hohentreswitz gehörten: Hohentreswitz, Söllitz, Stein, Gnötzendorf, Oberpfreimd, Weihern mit Oberweihern, Rappenberg, Löffelsberg, Aspachmühle, Stelzlmühle und die „Stadt Pfreimd mit den unmittelbar ämtischen Untertanen“.
Dann wurden 1811 in Bayern Steuerdistrikte gebildet. Dabei kam Oberweihern zum Steuerdistrikt Unterweihern. Der Steuerdistrikt Unterweihern bestand aus den beiden Dörfern Unterweihern und Oberweihern mit Schloss, dem Weiherhäusl und Söllitz und den Privatwaldungen Kohlschlag und Dreyherrnschlag. Er hatte 84 Häuser, 492 Seelen, 200 Morgen Äcker, 80 Morgen Wiesen, 36 Morgen Holz, 2 Weiher, 12 Morgen öde Gründe und Wege, 2 Pferde, 42 Ochsen, 50 Kühe, 24 Stück Jungvieh, 90 Schafe und 24 Schweine.
Schließlich wurde 1818 mit dem Zweiten Gemeindeedikt die übertriebene Zentralisierung weitgehend rückgängig gemacht und es wurden relativ selbständige Landgemeinden mit eigenem Vermögen gebildet, über das sie frei verfügen konnten. Hierbei kam Oberweihern zur Ruralgemeinde Weihern. Die Gemeinde Weihern bestand aus den Ortschaften Weihern mit 31 Familien, Oberweihern mit 9 Familien und dem Weiler Weiherhäusl mit 8 Familien. Die Gemeinde Weihern wurde 1972 in die Gemeinde Pfreimd eingegliedert.
Oberweihern gehört zur Pfarrei Weihern. Zur Pfarrei Weihern gehörten 1838 die Ortschaften Weihern (= Unterweihern), Oberweihern, Weiherhäusl, Gnötzendorf, Stein und die Filialkirche Saltendorf mit Döllnitz, Friedersdorf und Oberndorf. 1997 wurde die Pfarrei Weihern mit den Ortschaften Weihern, Gnötzendorf und Stein aufgeführt. Anfang des 21. Jahrhunderts wurde aus den Pfarreien Trausnitz, Hohentreswitz und Weihern die Pfarreiengemeinschaft Trausnitz mit Hohentreswitz und Weihern gebildet.

## Einwohnerentwicklung ab 1819
| Jahr | Einwohner  | Gebäude |
| ---- | ---------- | ------- |
| 1819 | 9 Familien | k. A.   |
| 1838 | 110        | 16      |
| 1913 | 101        | 17      |
| 2011 | 110        | k. A.   |

In den amtlichen Statistiken 1864 bis 1987 wird Weihern nicht getrennt von Oberweihern verzeichnet. Bis 1970 wird Weiherhäusl getrennt aufgeführt, 1987 nicht mehr. In der Matrikel von 1838 werden getrennte Zahlen für Weihern, Oberweihern und Weiherhäusl genannt und in der Matrikel von 1913 getrennte Zahlen für Unterweihern, Oberweihern und Weiherhäusl. In der Matrikel von 1997 wird nur eine Zahl für Weihern genannt, also Weihern, Oberweihern und Weiherhäusl zusammen. Auf der Zensus-Karte von 2011 lässt sich Weihern zwar von Oberweihern eindeutig trennen, aber nicht von Weiherhäusl, welches völlig in Weihern aufgegangen ist. Auf der historischen Karte von 1864 sieht man noch die eindeutige Trennung von Weihern, Oberweihern und Weiherhäuseln.